# SN 1972R
SN 1972R – supernowa typu Ib odkryta w grudniu 1972 roku w galaktyce NGC 2841. Jej maksymalna jasność wynosiła 12,85m.